# 第二亞塞諾韋

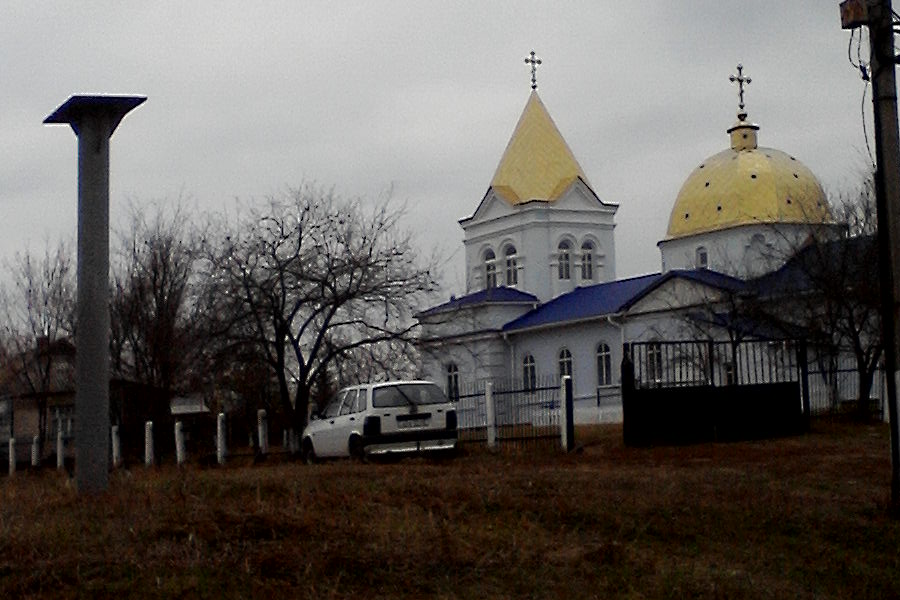
教堂

47°53′27″N 30°0′39″E / 47.89083°N 30.01083°E
第二亞塞諾韋（烏克蘭語：Ясенове Друге）是位於烏克蘭西南部的村莊，由敖德萨州波季利斯克区的澤萊諾希爾斯凱市鎮負責管轄。該村始建於1880年，面積3.66平方公里，海拔高度102米，2001年人口1,919，人口密度每平方公里524.75人。